# Joaquín Torres García
Joaquín Torres García (Montevideo, 28. srpnja 1874. – Montevideo, 8. srpnja 1949.), urugvajski slikar i pisac o umjetnosti.
Studirao je u Barceloni, a živio u Parizu i New Yorku. Sljedbenik je apstrakcije pod utjecajem Kleea i Mondriana, a u kasnijoj fazi vraća se figurativnosti. Radio je zidne slike i vitraže. Osnovao je 1930. godine u Parizu reviju Cercle et Carré. Vrativši se u domovinu 1934. godine, osnovao je akademiju Arte constructivo, koja je izvršila znatan utjecaj na razvitak moderne umjetnosti u zemljama Latinske Amerike.

## Vanjska poveznica
- Torres García Museum in Montevideo (šp.)